# Инотешти (Прахова)
Инотешти (рум. Inotești) насеље је у Румунији у округу Прахова у општини Колчаг. Oпштина се налази на надморској висини од 114 m.

## Становништво
Према подацима из 2002. године у насељу је живело 2098 становника, од којих су сви румунске националности.